# Detva
Detva (ungarisch Gyetva - bis 1882 Dettva) ist eine Stadt in der Mittelslowakei mit 13.523 Einwohnern (Stand 31. Dezember 2024).

## Geographie

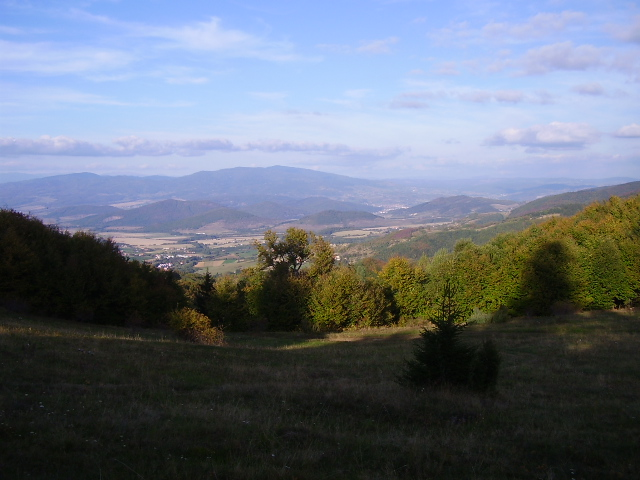
Umgebung der Stadt, vom Gebirge Javorie aus gesehen

Die Stadt befindet sich im Ostteil des Talkessels Zvolenská kotlina entlang des Baches Detviansky potok bei der Mündung in die Slatina in der Landschaft Podpoľanie. Das 68 km² große Gemeindegebiet umfasst neben der eigentlichen Stadt auch Teile des Umlands, das bis in die Gebirge Poľana und Javorie hinausragt und eine Anzahl von Einzelhöfen (slowakisch regional lazy) beinhaltet. Außerhalb der bebauten Flächen sind zwei Drittel des Gemeindegebiets freie Flächen oder Ackerflächen, etwa ein Viertel wird von Wäldern eingenommen. Das Stadtzentrum liegt auf einer Höhe von 400 m n.m. und ist 25 km von Zvolen, 40 km von Banská Bystrica sowie 220 km von Bratislava entfernt (Straßenentfernung).
Detva besteht aus folgenden 8 Stadtteilen:
- Detva
- Detva - sídlisko
- Kostolná
- Krné
- Piešť I
- Piešť II
- Skliarovo
- Zapriechody

Die folgenden Angaben beziehen sich auf die Luftlinie zum nächsten Ortszentrum, und die Entfernungen sind auf halbe Kilometer kaufmännisch gerundet. Städte sind fett hervorgehoben.
| Dúbravy, Banská Bystrica 6 km, 28 km | Strelníky 19,5 km                            | Brezno 32 km                  |
| Vígľaš, Zvolen 9,5 km, 21,5 km       | Kompassrose, die auf Nachbargemeinden zeigt  | Hriňová 8,5 km                |
| Stožok, Krupina 35 km                | Horný Tisovník, Veľký Krtíš 16,5 km, 39,5 km | Kriváň, Lučenec 4 km, 31,5 km |

## Geschichte

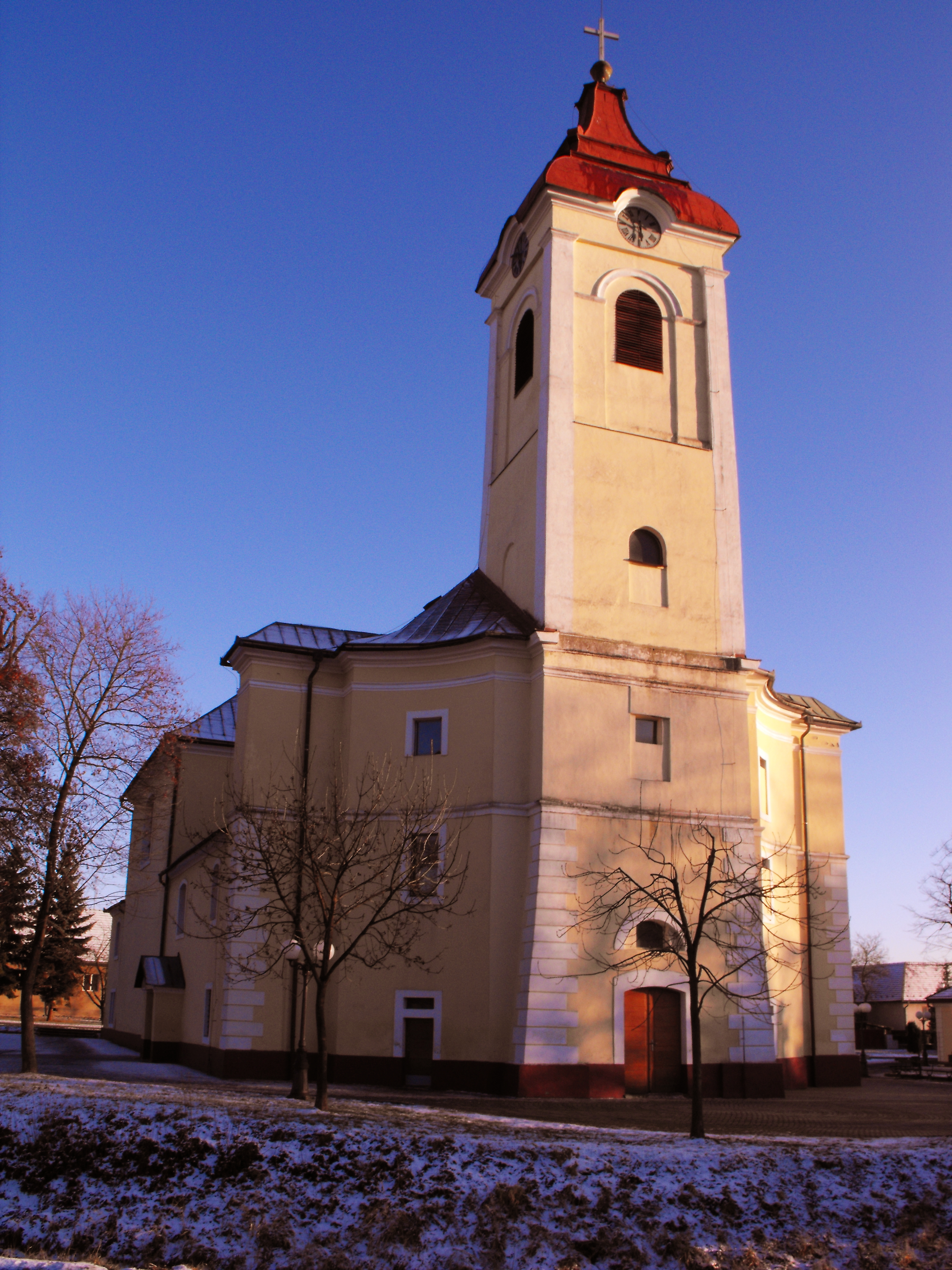
Kirche des Hl. Franz von Assisi

Trotz einer dauerhaften Besiedlung seit der späten Bronzezeit sowie während der keltischen, römischen und großmährischen Perioden ging die letzte Siedlung vor der neuzeitlichen Neugründung im 10. oder 11. Jahrhundert unter. Der heutige Ort wurde erst 1638 auf dem Gebiet des Herrschaftsgebiets von Vígľaš gegründet, wahrscheinlich als Folge der walachischen Kolonisierung.
1787 gründete Ján Vagáč die erste bekannte Brimsen-Käserei in der heutigen Slowakei. 1811 wurde das Dorf zum Marktflecken, mit dem Recht, vier Jahrmärkte jährlich zu veranstalten. Gleich mit der Urkunde erhielt Detva wahrscheinlich auch sein Wappen. Das Gemeindegebiet war früher weitaus größer: 1804 gliederte sich der Ort Detvianska Huta aus, gefolgt 1890/91 von der heutigen Stadt Hriňová sowie 1955 der Gemeinde Kriváň zusammen mit der heutigen Gemeinde Korytárky.
1869 hatte Detva 10.043 Einwohner, nach der Ausgliederung von Hriňová im Jahr 1890 6.273 Einwohner. Im 19. sowie im frühen 20. Jahrhundert war die Bevölkerung in der Landwirtschaft, Forstwirtschaft, Schafzucht sowie in Kleinmanufakturen beschäftigt. Trotzdem hat große Arbeitslosigkeit viele Einwohner gezwungen, ins Ausland umzuziehen. Bis 1918 gehörte der im Komitat Sohl liegende Ort zum Königreich Ungarn und kam danach zur Tschechoslowakei beziehungsweise heute Slowakei. Während des Slowakischen Nationalaufstandes im Zweiten Weltkrieg fand hier die einzige Militärparade der Partisanen statt. Nach Kämpfen wurde Detva am 24. Oktober 1944 von der Wehrmacht besetzt, worauf es zu ununterbrochenen schweren Kämpfen mit den Partisanen kam, bis diese mit Hilfe der sowjetischen Armee, dem tschechoslowakischen Regiment in der Roten Armee und der rumänischen Armee am 12. März 1945 Detva befreien konnten.
In den 1950er Jahren erlebte Detva einen großen Umschwung: 1955 wurde das Maschinenwerk Podpolianske strojárne gegründet, das mit sich Tausende von Arbeitsplätzen in die Stadt brachte. Um dem Bevölkerungswachstum gerecht zu wurden, hat man seit den 1960er Jahren Plattenbausiedlungen errichtet. 1965 wurde der Status einer Stadt zuerkannt. 1971 verzeichnete die Stadt 10.799 Einwohner, fast die doppelte Anzahl im Vergleich mit 1950 (5.728 Einwohner). 1991 erreichte die Stadt die 15.000-Einwohner-Grenze.
Das Maschinenwerk litt in den 1990er Jahren unter wirtschaftlichen Problemen und geriet 1997 als privatisiertes Unternehmen in Zahlungsunfähigkeit. Obwohl die seit 2003 als PPS Group genannte Gesellschaft den Konkurs überlebte, musste sie die Mehrheit der Arbeitnehmer entlassen, was die Arbeitslosigkeit erheblich erhöhte. 1996 wurde Detva Sitz eines Okres.

## Bevölkerung
| Jahr                | 1994   | 2004    | 2014    | 2024    |
| ------------------- | ------ | ------- | ------- | ------- |
| Anzahl der Personen | 15.276 | 15.043  | 14.965  | 13.523  |
| Unterschied         |        | −1,52 % | −0,51 % | −9,63 % |

| Jahr                | 2023   | 2024    |
| ------------------- | ------ | ------- |
| Anzahl der Personen | 13.629 | 13.523  |
| Unterschied         |        | −0,77 % |

Nach der Volkszählung 2011 (15.046 Einwohner) sowie nach der Volkszählung 2001 (15.122 Einwohner) in Klammern lebten in der Stadt 13.092 Slowaken (2001: 14.534), 134 Roma (2001: 249), 70 Tschechen (2001: 113), 24 Magyaren (2001: 36) sowie weitere. Bei 1.671 Einwohnern liegt keine Angabe vor (2001: 172). Nach Konfession bekannten sich 10.240 Einwohner zur römisch-katholischen Kirche (2001: 11.800), 532 zur evangelischen Kirche A. B. (2001: 667) sowie in kleineren Zahlen zu anderen. 1.939 Einwohner erklärten sich für konfessionslos (2001: 1.982) und bei 2.101 Einwohnern liegt keine Angabe vor (2001: 503).

## Sehenswürdigkeiten und Kultur

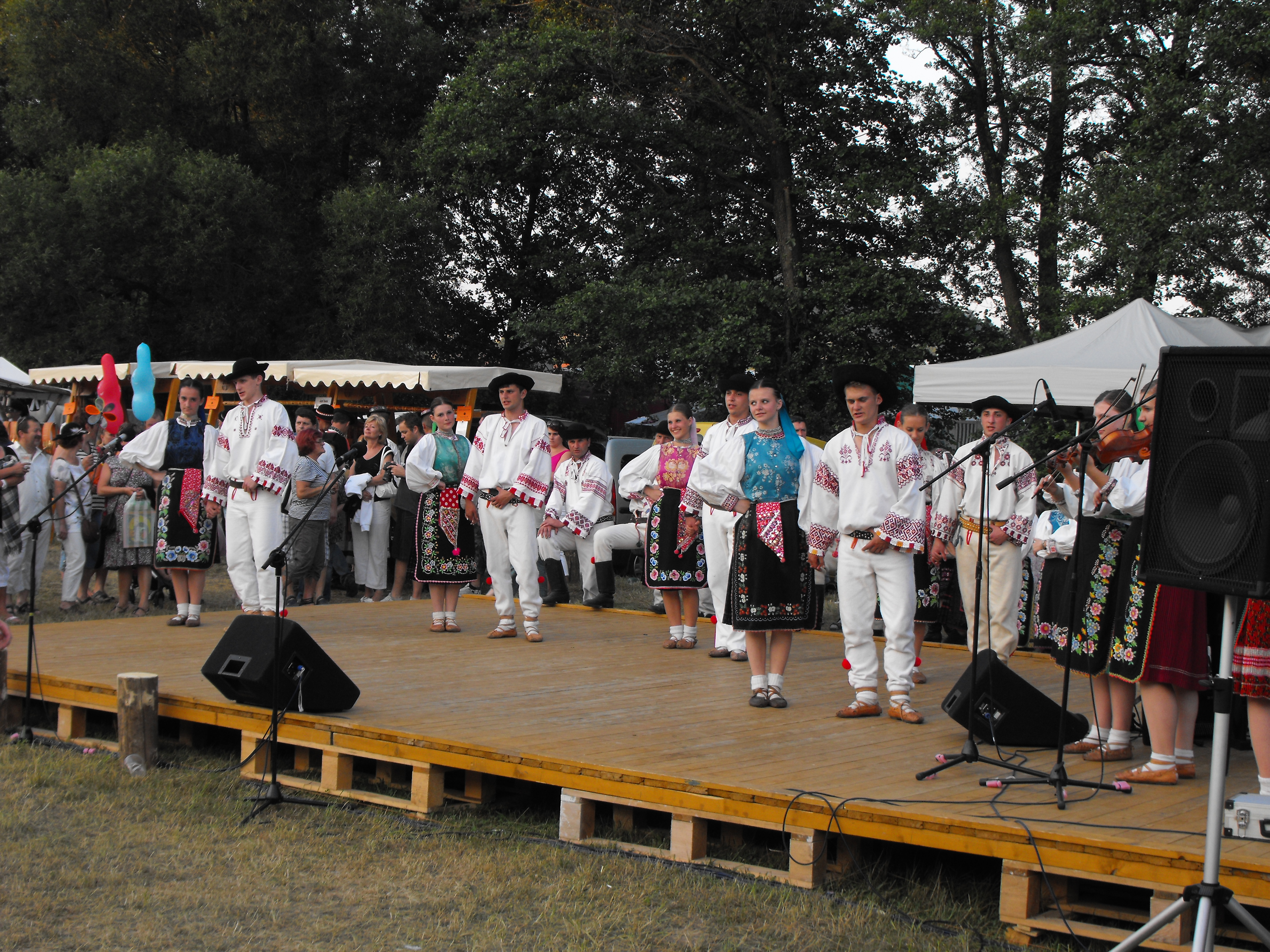
Volksfestival Folklórne slávnosti pod Poľanou im Jahre 2011

An das alte Dorf erinnert die römisch-katholische Kirche des Hl. Franz von Assisi, 1803/04 erbaut, die eine ältere Kirche von 1664 ersetzte. Weitere sakrale Denkmäler sind spätbarocke Statuen Johann von Nepomuk und Hl. Florian. Am Rand der Stadt sowie in den Einzelhöfen kann man Beispiele des regionaltypischen Baustils finden.
1994 wurde in der Stadt das an die Volkskunde orientierte Museum namens Podpolianske múzeum eingerichtet. Detva ist jedoch am meisten bekannt durch die ausgeprägte Folklore. Seit 1966 findet am zweiten Juliwochenende das Volksfestival Folklórne slávnosti pod Poľanou statt, neben weiteren Festivals durch das Jahr. Weiterhin sind volkstümliche Gegenstände wie die Tracht, die Fujara sowie Holzhauerei Teil der Volkskultur.

## Verkehr
Die Stadt Detva ist durch einen Abzweig aus der Staatsstraße 16 (Zvolen–Lučenec) erreichbar, daneben halten Züge an der Bahnstrecke Salgótarján–Vrútky (Teilstrecke Zvolen–Fiľakovo) am Bahnhof am südlichen Rand der Stadt. Der nächste Flughafen ist in Sliač. Ein 10,4 km langes Teilstück der Schnellstraße R2 (E 58, E 571) wurde am 10. November 2015 als Autobahn dem Verkehr freigegeben, bis auf weiteres ist es jedoch nicht mit dem zusammenhängenden Netz verbunden.